# Rönne å
Die Rönne å (auch Rönneån) ist ein Fluss in der Provinz Skåne län im Süden von Schweden.
Der Fluss bildet den Abfluss des Ringsjön im Zentrum von Schonen.
Er fließt in nordwestlicher Richtung nach Ängelholm, wo er in die Skälderviken-Bucht und ins Kattegat mündet.
Der Fluss hat eine Länge von 83 km, einschließlich Quellflüssen sind es 120 km.
Er entwässert eine Fläche von 1896,6 km².
Die mittlere Abflussmenge beträgt 22 m³/s.
Hörbyån, ein Zufluss des Ringsjön, bildet den Quellfluss der Rönne å.
Drei Wasserkraftwerke mit einer Gesamtleistung von 2,7 MW liegen am Fluss.